# Heinrich Christian Sander

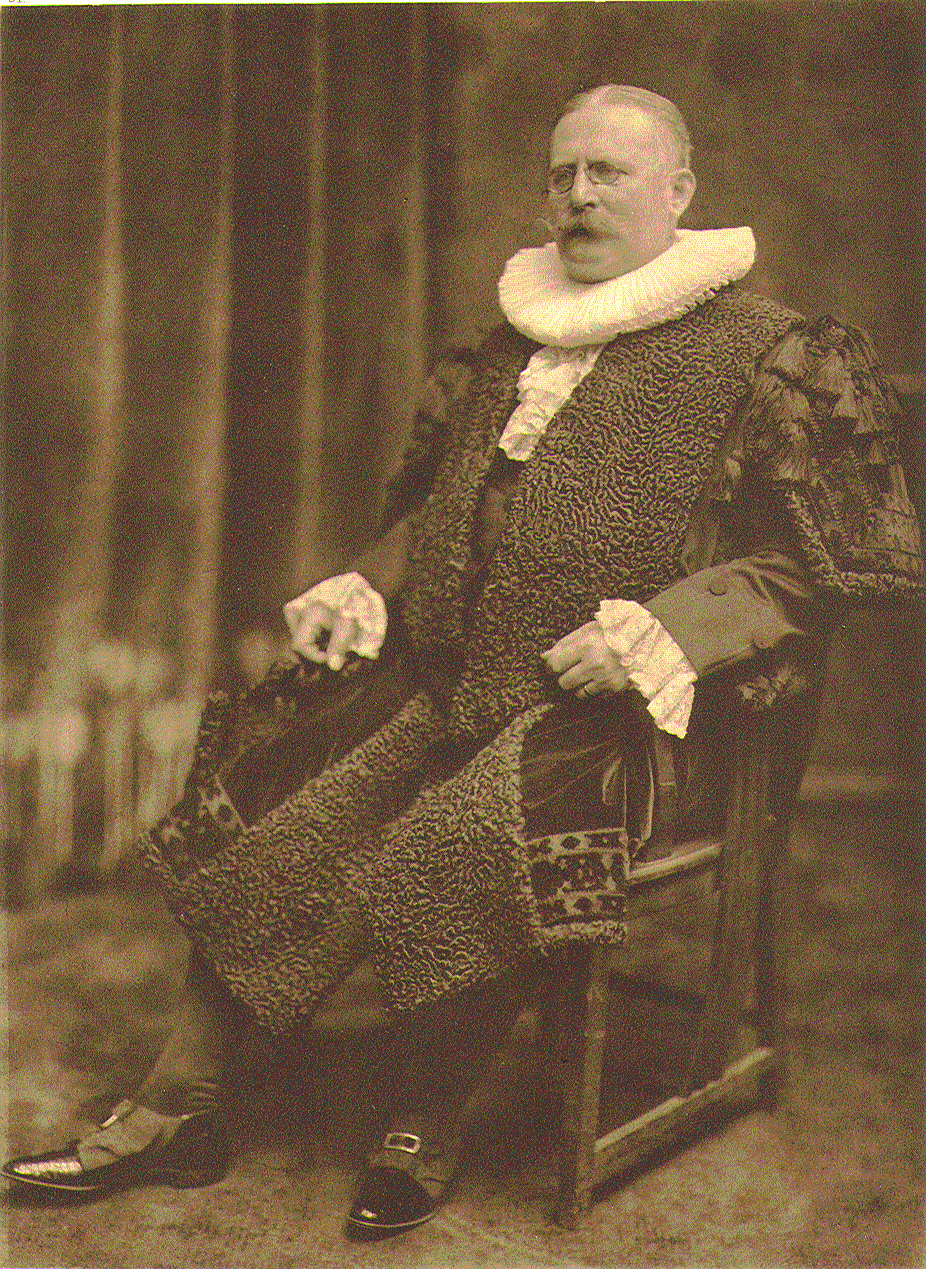
Heinrich Christian Sander 1905

Heinrich Christian Sander (* 2. August 1853 in Brunshausen bei  Stade; † 6. August 1934 in Hamburg) war ein Hamburger Richter und Senator.
Nach seinem Studium der Rechtswissenschaften trat Sander in den preußischen Staatsdienst ein. Er wurde Staatsanwalt mit Stationen in Thorn (1884–1887), Münster (1887–1890) und Bochum 1890. Im selben Jahr wechselte er in den Hamburgischen Staatsdienst, wobei er Staatsanwalt blieb. 1896 wurde er zum Landrichter und sechs Jahre später zum Landgerichtsdirektor befördert. Als solcher wurde er von den Notabeln am 18. November 1902 in die Hamburgische Bürgerschaft gewählt, wo er sich der Fraktion der Rechten anschloss.
Am 5. Dezember 1904 wurde Sander für den ausgeschiedenen Gustav Ferdinand Hertz in den Senat gewählt. Dort vertrat er vor allem das Innen- und Polizeiressort. Sander gehörte dem Senat bis zum 28. März 1919 an, als er wie alle Senatoren seinen Rücktritt einreichte. Am 12. Mai 1919 wurde Sander erneut zum Landgerichtsdirektor berufen, ein Amt, das er bis zu seiner Versetzung in den Ruhestand am 1. Oktober 1923 ausübte. 

## Sonstiges
Sander heiratete Minna Baare, Tochter des Bochumer Wirtschaftspionier und Industriellen Louis Baare.  Sie hatten zwei Söhne, Heinz und Fritz, und eine Tochter, Gertrud.
Fritz  Sander kam während der Sülzeunruhen ums Leben, als er auf Seiten der Bahrenfelder Zeitfreiwilligen, das Rathaus verteidigte.